# تمرد البحرية اليونانية 1944
تمرد البحرية اليونانية 1944 هو تمرد قام به بحارة على متن خمس سفن تابعة للبحرية الملكية اليونانية في أبريل 1944، وذلك بسبب الخلاف حول تشكيل الحكومة اليونانية في المنفى، وقد اندلع التمرد تأييدًا لمنظمة شيوعية مقاومة تُسمى جبهة التحرير الوطني اليونانية، حيث تم استدعاء الأميرال اليوناني المتقاعد بيتروس فولغاريس وتعيينه نائبًا للأميرال لقمع التمرد.
بدأ التمرد في الإسكندرية بمصر، حيث تم تشكيل لجان بحارة ثورية على متن السفن وفي المنشآت البحرية على الشاطئ في 4 أبريل 1944، كما شهدت اللواء الأول للقوات المسلحة اليونانية في الشرق الأوسط تمردًا آخر مدعوم أيضًا من جبهة التحرير الوطني في 6 أبريل من نفس العام، ورأى الفيلسوف الأمريكي جيمس بيرنهام أن هذا التمرد كان بداية "حرب عالمية ثالثة"، حيث اعتبره بداية لمواجهة جيوسياسية بين الغرب والشيوعية السوفيتية.